# Carlos Hernández
Cet article concerne le footballeur. Pour l'auteur de bande dessinée, voir Carlos Hernández (auteur).
Carlos Hernández Valverde, né le 9 avril 1982 à San José, est un footballeur costaricien. Il joue au poste de milieu de terrain avec l'équipe du Costa Rica.

## Biographie

### En équipe nationale
Il a débuté sur le plan international en disputant la Coupe du monde des moins de 20 ans en 2001.
Il a participé à la coupe du monde de football 2002 et au tournoi de football des jeux olympiques de 2004.
Hernández participe à la coupe du monde 2006 avec l'équipe du Costa Rica. En 2010, il inscrit le but face à la France, dans la défaite 2-1 pour un match amical.

## Palmarès

### En club
- Vainqueur de la Coupe des champions de la CONCACAF en 2004 avec LD Alajuelense
- Champion du Costa Rica en 2005 avec LD Alajuelense

### En équipe nationale
- 39 sélections en équipe nationale (7 buts)